# Tángshān guò Táiwān
Tángshān guò Táiwān é um filme de drama taiwanês de 1986 dirigido e escrito por Li Hsing. Foi selecionado como representante de Taiwan à edição do Oscar 1987, organizada pela Academia de Artes e Ciências Cinematográficas.

## Elenco
- Ping-Yu Chang
- Yuan-ting Chang
- Kuo Chun Chen
- Lily Chen
- Su-yi Chiu
- Bi Hui Fu
- Ai-yun Ho